# رخساره‌های دگرگونی
رخساره دگرگونی مجموعه ای از مجموعه های معدنی در سنگ های دگرگونی است که تحت فشارها و دماهای مشابه تشکیل شده اند. مجموعه نمونه ای از چیزی است که در شرایط مربوط به یک ناحیه در نمودار دو بعدی دما در مقابل فشار تشکیل می شود. بنابراین، سنگ‌هایی که حاوی کانی‌های خاصی هستند، می‌توانند به موقعیت‌های تکتونیکی، زمان‌ها و مکان‌های خاصی در تاریخ زمین‌شناسی منطقه مرتبط شوند. مرزهای بین رخساره ها (و نواحی متناظر در نمودار دما در برابر فشار) گسترده هستند زیرا تدریجی و تقریبی هستند. ناحیه روی نمودار مربوط به تشکیل سنگ در کمترین مقادیر دما و فشار، محدوده تشکیل سنگ‌های رسوبی است، برخلاف سنگ‌های دگرگونی، در فرآیندی به نام دیاژنز.

## تعریف تاریخی
نام رخساره برای اولین بار برای محیط‌های رسوبی خاص در سنگ‌های رسوبی توسط زمین‌شناس سوئیسی آمانز گرسلی در سال 1838 استفاده شد. مشابه با این رخساره‌های رسوبی تعدادی رخساره دگرگونی در سال 1920 توسط سنگ‌شناس فنلاندی پنتی اسکولا پیشنهاد شد. طبقه بندی اسکولا توسط زمین شناس نیوزیلندی فرانسیس جان ترنر در طول زندگی حرفه ای خود اصلاح شد. یکی از آثار کلاسیک ترنر کتابی بود که او در سال 1948 با عنوان تکامل کانی‌شناسی و ساختاری سنگ‌های دگرگونی منتشر کرد. ترنر به کار در این زمینه ادامه داد و طبقه بندی رخساره های دگرگونی را تا پایان کار خود در اوایل دهه 1970 اصلاح کرد.

## اصول زیربنایی
رخساره های دگرگونی مختلف با ترکیب کانی شناسی یک سنگ تعریف می شوند. هنگامی که دما یا فشار در یک جسم سنگی تغییر می کند، سنگ می تواند به رخساره های مختلف عبور کند و برخی از کانی ها پایدار شوند و برخی دیگر ناپایدار یا ناپایدار شوند. اینکه آیا مواد معدنی واقعاً واکنش نشان می دهند به سینتیک واکنش، انرژی فعال شدن واکنش و مقدار مایع موجود در سنگ بستگی دارد.
کانی های موجود در یک سنگ دگرگونی و روابط سنی آنها را می توان با میکروسکوپ نوری یا میکروسکوپ الکترونی روبشی برش های نازک سنگ مورد مطالعه قرار داد. جدا از رخساره های دگرگونی یک سنگ، کل زمین را می توان با اختصارات LT، MT، HT، LP، MP، HP (از کم، متوسط یا زیاد؛ فشار یا دما) توصیف کرد. از دهه 1980، اصطلاح UHP (فشار فوق العاده بالا) برای سنگ هایی که فشار شدید را تجربه کرده اند استفاده شده است.
اینکه کدام کانی‌ها در یک سنگ رشد می‌کنند به ترکیب اولیه پروتولیت (سنگ اصلی قبل از دگردیسی) نیز بستگی دارد. سنگ های کربناته ترکیب متفاوتی نسبت به گدازه بازالت دارند، مواد معدنی که می توانند در آنها رشد کنند نیز متفاوت هستند. بنابراین، یک متاپسامیت و یک متاپلیت ترکیبات کانی‌شناسی متفاوتی خواهند داشت، حتی اگر در رخساره‌های دگرگونی یکسانی باشند.

## مواد معدنی شاخص
هر رخساره دگرگونی دارای کانی های شاخصی است که با آن ها می توان آن را تشخیص داد. این بدان معنا نیست که این مواد معدنی لزوماً با چشم غیر مسلح قابل مشاهده هستند یا حتی در سنگ وجود دارند. اگر سنگ ترکیب شیمیایی مناسبی نداشته باشد، متبلور نمی شوند.
کانی های شاخص بسیار معمول و رایج پلی مورف های آلومینوسیلیکات هستند (Al2SiO5، همه نزوسیلیکات هستند). آندالوزیت در فشار کم، کیانیت در فشار بالا اما دمای نسبتاً پایین و سیلیمانیت در دمای بالا پایدار است.

## مجموعه های مدنی

### رخساره زئولیت
رخساره زئولیت رخساره دگرگونی با کمترین درجه دگرگونی است.  در دما و فشار پایین تر، فرآیندهای سنگ دیاژنز نامیده می شود.  این رخساره به خاطر زئولیت ها، تکتوسیلیکات های قوی هیدراته نامگذاری شده است.  این می تواند مجموعه های معدنی زیر را داشته باشد: 
در سنگ های متا آذرین و خاکستری:
- هولاندیت + آنالسیت + کوارتز ± کانی های رسی لومونتیت + آلبیت + کوارتز ± کلریت

در متاپلیت ها:
- مسکویت + کلریت + آلبیت + کوارتز رخساره پرهنیت-پمپلیت

### رخساره پرهنیت-پمپلیت
رخساره پرهنیت-پمپلیت از نظر فشار و دما کمی بالاتر از رخساره زئولیت است.  این ماده به خاطر مواد معدنی پرهنیت (یک فیلوسیلیکات Ca-Al) و پمپلیت (یک سوروسیلیکات) نامگذاری شده است.  پرهنیت-پمپلیت با مجموعه های معدنی مشخص می شود:
در سنگ های متا آذرین و خاکستری:
- پرهنیت + پمپلیت + کلریت + آلبیت + کوارتز

- پمپلیت + کلریت + اپیدوت + آلبیت + کوارتز

- پمپلییت + اپیدوت + استیلپنوملان + مسکویت + آلبیت + کوارتز در متاپلیت ها:

- مسکوویت + کلریت + آلبیت + کوارتز

### رخساره شیست سبز
رخساره شیست سبز در فشار و دمای پایین است.  این رخساره به دلیل بافت شیستوز معمولی سنگ ها و رنگ سبز کانی های کلریت، اپیدوت و اکتینولیت نامگذاری شده است.  مجموعه های معدنی مشخصه عبارتند از:
در متاپلیت ها:
- اپیدوت + کلریت + آلبیت ± اکتینولیت، کوارتز

در متاگراوکس:
- آلبیت + کوارتز + اپیدوت + مسکویت ± استیلپنوملان

در متاپلیت ها:
- مسکویت + کلریت + آلبیت + کوارتز
- کلریتوئید + کلریت + مسکویت + کوارتز ± پاراگونیت
- بیوتیت + مسکویت + کلریت + آلبیت + کوارتز + منگنز + گارنت (اسپسارتین)

در سنگ های دولومیت غنی از سیلیس:
- کوارتز + دولومیت

### رخساره اپیدوت آمفیبولیت

#### رخساره آمفیبولیت
رخساره آمفیبولیت رخساره ای با فشار متوسط و دمای متوسط تا زیاد است.  این نام از آمفیبول هایی گرفته شده است که در چنین شرایطی تشکیل می شوند.  دارای مجموعه های معدنی زیر است:
در متاپلیت ها:
- لاژیوکلا + هورنبلند ± اپیدوت، گارنت، کومینگتونیت، دیوپساید، بیوتیت

در متاپلیت ها:
- پلاژیوکلاز + هورنبلند ± اپیدوت، گارنت، کومینگتونیت، دیوپساید، بیوتیت

در متاپلیت ها:
- مسکوویت + بیوتیت + کوارتز + پلاژیوکلاز ± گارنت، استارولیت ، کیانیت / سیلیمانیت

در دولوستن‌های سیلیس:
- دولومیت + کلسیت + ترمولیت ± تالک (فشار و دمای پایین تر)
- دولومیت + کلسیت + دیوپسید ± فورستریت (فشار و دمای بالاتر)

### رخساره گرانولیت
رخساره گرانولیت بالاترین درجه دگرگونی در فشار متوسط است.  عمقی که در آن رخ می دهد ثابت نیست.  یک کانی مشخص برای این رخساره و رخساره پیروکسن-هورنبلند ارتوپیروکسن است.  رخساره گرانولیت با مجموعه های معدنی زیر مشخص می شود:
در متاپلیت ها:
- ارتوپیروکسن + کلینوپیروکسن + هورنبلند پلاژیوکلاز ± بیوتیت
- ارتوپیروکسن + کلینوپیروکسن + پلاژیوکلاز ± کوارتز
- کلینوپیروکسن + پلاژیوکلاز + گارنت ± ارتوپیروکسن (فشار بالاتر)

در متاپلیت ها:
- گارنت + کوردیریت + سیلیمانیت + K-فلدسپات کوارتز ± بیوتیت
- یاقوت کبود + ارتوپیروکسن + K-فلدسپات کوارتز ± اوسمیلیت (در دمای بسیار بالا)

### رخساره شیست آبی
رخساره آبی شیست در دمای نسبتاً پایین اما فشار زیاد است، مانند آنچه در سنگ‌ها در ناحیه فرورانش رخ می‌دهد.  این رخساره به دلیل ویژگی شیستوز سنگ ها و کانی های آبی گلوکوفان و لاوسونیت نام گذاری شده است.  رخساره آبی شیست مجموعه های معدنی زیر را تشکیل می دهد:
در متاپلیت ها:
- گلوکوفان + لاوسونیت + کلریت + اسفن ± اپیدوت ± فنژیت ± پاراگونیت، امفاسیت

در متاگریواکس:
- کوارتز + یشم + لاوسونیت ± فنژیت، گلوکوفان، کلریت

در متاپلیت ها:
- فنجیت + پاراگونیت + کارفولیت + کلریت + کوارتز

در سنگ های کربناته (مرمر):
- آراگونیت

### رخساره اکلوژیت
رخساره اکلوژیت رخساره هایی است که در بالاترین فشار و دمای بالا قرار دارند.  این به خاطر اکلوژیت سنگ متابازیک نامگذاری شده است.  رخساره اکلوژیت دارای مجموعه های معدنی است:
در متاپلیت ها:
- گارنت + امفاسیت ± کیانیت، کوارتز، هورنبلند، زوئیزیت

در متاگرانودیوریت:
- گارنت + کوارتز + پنگیت + یشم/امفاسیت

در متاپلیت ها:
- فنجیت + گارنت + کیانیت + کلریتوئید (غنی از منیزیم) + کوارتز
- کوارتز + تالک + فنژیت + کیانیت ± یشم

### رخساره آلبیت-اپیدوت-هورنفلز
رخساره آلبیت-اپیدوت-هورنفلس رخساره ای در فشار کم و دمای نسبتا پایین است.  این ماده به خاطر دو کانی آلبیت و اپیدوت نامگذاری شده است، اگرچه در سایر رخساره ها نیز پایدار هستند.  هورنفلس سنگی است که از دگرگونی تماسی تشکیل شده است، فرآیندی که مشخصاً شامل دماهای بالا اما فشار/عمق کم است.  این رخساره با کانی های زیر مشخص می شود:
در متاپلیت ها:
- آلبیت + اپیدوت + اکتینولیت + کلریت + کوارتز

در متاپلیت ها:
- کوارتز + کلریت + بیوتیت + مسکوویت

در مجموعه آهکی:
- کوارتز + تالک + کلسیت

### رخساره هورنبلند-هورنفلز
رخساره هورنبلند-هورنفلس رخساره ای با همان فشار کم اما دمای کمی بالاتر از رخساره آلبیت-اپیدوت است.  اگرچه به خاطر کانی هورنبلند نامگذاری شده است، اما ظاهر آن کانی محدود به این رخساره نیست.  رخساره هورنبلند-هورنفلس دارای مجموعه های معدنی زیر است:
در متاپلیت ها:
- پلاژیوکلاز + هورنبلند ± دیوپسید، آنتوفیلیت/کامینگتونیت، کوارتز

در متاپلیت ها:
- بیوتیت + مسکویت + آندالوزیت + کوردیریت + کوارتز + پلاژیوکلاز

در رسوبات فقیر K2O یا سنگهای متا آذرین:
- کوردیریت + آنتوفیلیت +بیوتیت + پلاژیوکلاز + کوارتز در

دولوستون های غنی از سیلیس:
- دولومیت + کلسیت + ترمولیت ± تالک

### رخساره پیروکسن-هورنفلس
رخساره پیروکسن-هورنفلز رخساره دگرگونی تماسی با بالاترین دما است و مانند رخساره گرانولیت با کانی ارتوپیروکسن مشخص می شود.  با مجموعه های معدنی زیر مشخص می شود:
در متاپلیت ها:
- ارتوپیروکسن + کلینوپیروکسن + پلاژیوکلاز ± الیوین یا کوارتز

در متاپلیت ها:
- کوردیریت + کوارتز + سیلیمانیت + K-فلدسپات (اورتوکلاز) ± بیوتیت ± گارنت

(اگر دما زیر 750 درجه سانتیگراد باشد به جای سیلیمانیت آندالوزیت وجود خواهد داشت)
- کوردیریت + ارتوپیروکسن + پلاژیوکلاز ± گارنت، اسپینل

در سنگ های کربناته:
- کلسیت + فورستریت ± دیوپساید، پریکلاز
- دیوپسید + گروسولار + ولاستونیت ± وزوویانیت

### رخساره سانیدینیت
رخساره سانیدینیت رخساره ای نادر با دمای بسیار بالا و فشار کم است.  فقط تحت شرایط تماس دگرگونی خاصی می توان به آن رسید.  به دلیل دمای بالا، سنگ دچار ذوب نسبی شده و شیشه تشکیل می شود.  این رخساره به دلیل کانی سانیدین نامگذاری شده است.  با مجموعه های معدنی زیر مشخص می‌شود:
در متاپلیت ها:
- کوردیریت + مولیت + سانیدین + تری دیمیت (اغلب به کوارتز تغییر می یابد) + شیش

در سنگ های کربناته:
- دیوپساید + آنورتیت + ولاستونیت
- مونتی سلیت + ملیلیت ± کلسیت، دیوپساید (همچنین تیلئیت، اسپوریت، مروینیت، لارنیت و سایر سیلیکات های Ca- یا Ca-Mg کمیاب).

## محیط تکتونیکی
اکولوژیت ها و بلوشیست ها با مناطق فرورانش همراه هستند.  گرانولیت ها با قوس های آتشفشانی مرتبط هستند.